# Schoenoplectus mucronatus
Schoenoplectus mucronatus là loài thực vật có hoa trong họ Cói. Loài này được (L.) Palla miêu tả khoa học đầu tiên năm 1888.

## Hình ảnh

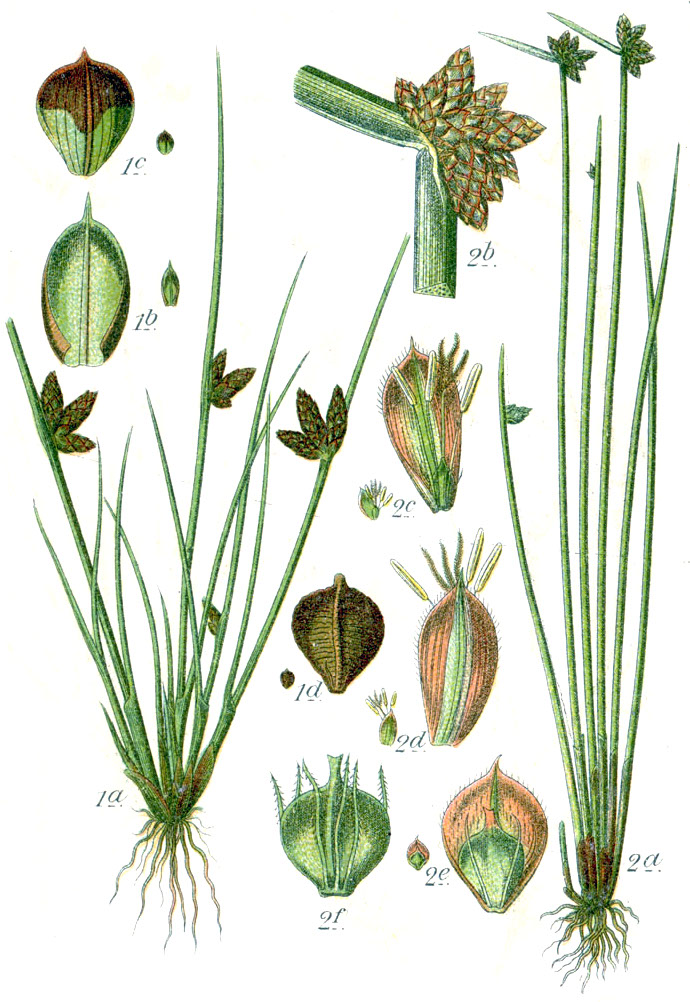